# Dépôt de munitions de Crombie
Pour les articles homonymes, voir Crombie.
 (septembre 2018).
DM Crombie est un dépôt de munitions militaire situé dans le Firth of Forth, à West Fife, en Écosse. Le dépôt est situé sur la rive nord de la rivière, au sud du village de Crombie et à l'ouest de Charlestown. Le site a été inauguré en 1916. Il était auparavant connu sous le nom de RNAD Crombie et DMC Crombie. Il est maintenant exploité dans le cadre de l'Agence britannique de stockage et de distribution du ministère de la défense.
Le dépôt dispose de deux jetées et d'un chenal d'eau profonde permettant aux navires de guerre de la Royal Navy et aux navires de ravitaillement de la Royal Fleet Auxiliary de s'amarrer pour le réapprovisionnement.

## Historique
Le dépôt de munitions de Crombie était auparavant le principal dépôt de munitions du chantier naval de Rosyth, à 5 kilomètres en aval du dépôt. Depuis la fermeture du chantier naval, DM Crombie a été retenu principalement comme installation de chargement/déchargement pour les navires de guerre et pour le stockage et l’entretien des munitions de la Royal Air Force.  En 2003, le site employait environ 200 personnes, en 2012, ce chiffre était réduit à 84 personnes, tous civils.
Le site occupe environ 81 hectares.